# Kildeer
Kildeer és una vila dels Estats Units a l'estat d'Illinois. Segons el cens del 2000 tenia 3.460 habitants.

## Demografia
Segons el cens del 2000, Kildeer tenia 3.460 habitants, 1.077 habitatges, i 1.001 famílies. La densitat de població era de 385 habitants/km².
Dels 1.077 habitatges en un 51,1% hi vivien nens de menys de 18 anys, en un 88% hi vivien parelles casades, en un 3,1% dones solteres, i en un 7% no eren unitats familiars. En el 5,4% dels habitatges hi vivien persones soles l'1,8% de les quals corresponia a persones de 65 anys o més que vivien soles. El nombre mitjà de persones vivint en cada habitatge era de 3,21 i el nombre mitjà de persones que vivien en cada família era de 3,34.
Per edats la població es repartia de la següent manera: un 32,5% tenia menys de 18 anys, un 4,2% entre 18 i 24, un 26,9% entre 25 i 44, un 30,1% de 45 a 60 i un 6,2% 65 anys o més.
L'edat mediana era de 39 anys. Per cada 100 dones de 18 o més anys hi havia 96,6 homes.
Entorn del 0,4% de les famílies i el 0,5% de la població estaven per davall del llindar de pobresa.

## Poblacions properes
El següent diagrama mostra les poblacions més properes.